# Gianluigi Buffon
Gianluigi Buffon (Carrara, 1978. január 28. –) világbajnok olasz labdarúgókapus. 176 válogatottságával első helyen áll az örökranglistán a válogatottban lejátszott meccsek száma alapján.
Eleinte nem kapus, hanem középpályás, sőt néha szélső volt. 12 éves korától állt a háló elé, azzal az indokkal, hogy lusta volt annyit futni, amennyit kellett volna. A sportolás a vérében van, édesapja olasz juniorbajnok volt súlylökésben, édesanyja 16 éven át tartotta a diszkoszvetés országos csúcsát, két nővére első osztályú röplabdázó volt, egyik nagybátyja az A1-ligában kosarazott, édesapja másodunokatestvére a Milan, az Inter és a Genoa kapusaként 15-ször szerepelt az olasz válogatottban.
Tizenhatodik születésnapja után felfigyelt rá az AC Parma éles szemű játékosmegfigyelője, aki a sonka és a kolostor városába csábította a langaléta legényt. Alighanem az égvilágon senki nem gondolta volna, hogy szűk egy évvel később már a nagycsapat hálóját őrzi egy Serie A-meccsen. 2001 nyarán a Juventus eladta első számú kapusát Edwin Van der Sart és legnagyobb csillagát, Zinédine Zidane-t. Az értük bezsebelt nem kevés pénzből a torinóiak megvették Lilian Thuramot és Buffont. A kapusért fizetett 105 milliárd líra minden idők legdrágább hálóőrévé emelte a még mindig csak a 23. életévében járó fiatalembert. 20 éves kora óta tagja volt az olasz válogatottnak.
Bemutatkozása a zebráknál máig emlékezetes maradt: a Chievo elleni szezonnyitón az első percekben egy szöglet után kiejtette a labdát, amiből az újonc kiscsapat vezetést szerzett. Később egész éves kiváló teljesítményével hozzásegítette a Juventust története 26. bajnoki címéhez.
A 2002-es ázsiai világbajnokságon valamennyi meccsen az ő nevével kezdődött a válogatott összeállítása, tehát kiszorította a kapuból az Eb-hős Toldót. A nyolcaddöntőben, a házigazda koreaiak az utolsó percekben fejelt Ahn-góllal ejtették ki a Trapattoni-legénységet. 2006-ban Yasin díjat kapott és bekerült a FIFA World Cup All-Star Team csapatába.
Ugyanebben az évben a Serie A legjobb kapusa, a IFFHS Világ legjobb kapusa és FiFPro Az év kapusa lett.
A 2006-os UEFA Év csapatába is beválasztották. 2007-ben ismét a IFFHS Világ legjobb kapusa és a FiFPro Az év kapusa címeket tudhatta magáénak.
Új szerződést írt alá és így a Juventus csapat tagja 2012-ig.
A családi nevének a jelentése bohóc. Buffon egyszer úgy nyilatkozott, hogy: 
Úgy érzem, kicsit bohóc is vagyok, bohóc aki szórakoztat másokat.
2018. május 17-én a sajtótájékoztatón, amit ő hívott össze, bejelentette, azon a héten szombaton, 19-én húzza utoljára  magára a Juventus mezét, és a következő szezonban már nem lép pályára.
2018. május 19-én a Hellas Verona elleni hazai bajnokin játszotta utolsó mérkőzését a Juventus játékosaként. Gólt nem kapott, a 63. percben Carlo Pinsoglio váltotta, a cserénél díszsorfalat kapott. A mérkőzést végül a Juventus 2–1-re nyerte, melynek már tétje nem volt, mert a bajnoki címet már korábban bebiztosították.
2018. július 6-án a 40 éves Buffon egy éves szerződést írt alá a Paris Saint-Germain csapatával. 2019-ben visszatért a Juventushoz, ahová egy évre szerződött le, majd 2021. június 17-én visszatért a Parma-hoz.

## Sikerei, díjai
- Első mérkőzése az olasz élvonalban: 1995. november 19. Parma-AC Milan 0-0
- Első mérkőzése az olasz válogatottban: 1997. október 29. Oroszország -Olaszország 1-1

### Egyéni díjak
- FIFA 100
- Yasin díj: 2006
- 2006 FIFA World Cup All-Star Team
- UEFA Euro 2008 Team of the Tournament
- Serie A legjobb kapusa: 1999, 2001, 2002, 2003, 2005, 2006
- Serie A második legjobb kapusa: 1997, 1998
- Bravo-díj: 1999
- UEFA Bajnokok Ligája legjobb játékosa: 2003
- UEFA legjobb kapus: 2003, 2017[5]
- IFFHS Világ legjobb kapusa: 2003, 2004, 2006, 2007
- FiFPro Az év kapusa: 2006, 2007
- UEFA Év csapata: 2003, 2004, 2006
- IFFHS Az évszázad kapusa
- Aranyláb díj: 2016[6]

### Klub díjak

#### Parma
- Serie A második helyezett: 1996–1997
- Coppa Italia: 1999
- Coppa Italia második helyezett: 2001
- Supercoppa Italia: 1999
- UEFA-kupa: 1999

#### Juventus
- Serie A bajnok: 2001–2002, 2002–2003, 2011–2012, 2012–2013, 2013–2014, 2014–2015, 2015–2016, 2016–2017, 2017–2018, 2019–2020
- Olasz kupa második helyezett: 2002, 2004
- Olasz szuperkupa győztes: 2002, 2003
- Olasz szuperkupa második helyezett: 2005
- Bajnokok Ligája második helyezett: 2003, 2015, 2017
- Serie B bajnok:2006-07
- Olasz kupa:2014-15,2015-16,2016-17,2017-18

### Paris Saint-Germain
- Ligue 1: 2018–19
- Francia szuperkupagyőztes: 2018

### Válogatott díjak
- U-21 Európa-bajnok: 1996
- Mediterrán játékok: 1997
- Világbajnok: 2006
- Európa-bajnoki ezüstérmes: 2012

### Egyéni
- Bravo-díj: 1999
- Az év kapusa a Serie A-ban: 1999, 2001, 2002, 2003, 2005, 2006, 2008, 2012, 2014, 2015, 2016, 2017
- Az év kapusa az UEFA-nál: 2002–03, 2016–17
- UEFA – Év labdarúgója: 2002–03
- UEFA – Év csapata: 2003, 2004, 2006, 2016, 2017
- ESM – Év csapata: 2002–03, 2016–17
- Európa legjobb kapusa:2003, 2016, 2017
- IFFHS Világ legjobb kapusa: 2003, 2004, 2006, 2007, 2017
- FIFA 100
- Világbajnokság Jasin-díj: 2006
- Világbajnokság All-Star Team: 2006

## Játékos-statisztika

### Klub
2020. július 4-én  frissítve
| Csapat              | Szezon         | Bajnokság Osztálya | Bajnokság Osztálya | Bajnokság Osztálya | Olasz kupa      | Olasz kupa | Európai         | Európai | Egyéb           | Egyéb | Összesen        | Összesen |
| Csapat              | Szezon         | Bajnokság          | Pályára lépések    | Gólok              | Pályára lépések | Gólok      | Pályára lépések | Gólok   | Pályára lépések | Gólok | Pályára lépések | Gólok    |
| ------------------- | -------------- | ------------------ | ------------------ | ------------------ | --------------- | ---------- | --------------- | ------- | --------------- | ----- | --------------- | -------- |
| Parma               | 1995–1996      | Serie A            | 9                  | 0                  | 0               | 0          | 0               | 0       | 0               | 0     | 9               | 0        |
| Parma               | 1996–1997      | Serie A            | 27                 | 0                  | 0               | 0          | 1               | 0       | –               | –     | 28              | 0        |
| Parma               | 1997–1998      | Serie A            | 32                 | 0                  | 6               | 0          | 8               | 0       | –               | –     | 46              | 0        |
| Parma               | 1998–1999      | Serie A            | 34                 | 0                  | 6               | 0          | 11              | 0       | –               | –     | 51              | 0        |
| Parma               | 1999–2000      | Serie A            | 32                 | 0                  | 0               | 0          | 9               | 0       | 43              | 0     |                 |          |
| Parma               | 2000–2001      | Serie A            | 34                 | 0                  | 2               | 0          | 7               | 0       | –               | –     | 43              | 0        |
| Parma               | összesen       | összesen           | 168                | 0                  | 14              | 0          | 36              | 0       | 2               | 0     | 220             | 0        |
| Juventus            | 2001–2002      | Serie A            | 34                 | 0                  | 1               | 0          | 10              | 0       | –               | –     | 45              | 0        |
| Juventus            | 2002–2003      | Serie A            | 32                 | 0                  | 0               | 0          | 15              | 0       | 48              | 0     |                 |          |
| Juventus            | 2003–2004      | Serie A            | 32                 | 0                  | 0               | 0          | 6               | 0       | 39              | 0     |                 |          |
| Juventus            | 2004–2005      | Serie A            | 37                 | 0                  | 0               | 0          | 11              | 0       | –               | –     | 48              | 0        |
| Juventus            | 2005–2006      | Serie A            | 18                 | 0                  | 2               | 0          | 4               | 0       | 0               | 0     | 24              | 0        |
| Juventus            | 2006–2007      | Serie B            | 37                 | 0                  | 3               | 0          | –               | –       | –               | –     | 40              | 0        |
| Juventus            | 2007–2008      | Serie A            | 34                 | 0                  | 1               | 0          | –               | –       | –               | –     | 35              | 0        |
| Juventus            | 2008–2009      | Serie A            | 23                 | 0                  | 2               | 0          | 5               | 0       | –               | –     | 30              | 0        |
| Juventus            | 2009–2010      | Serie A            | 27                 | 0                  | 1               | 0          | 7               | 0       | –               | –     | 35              | 0        |
| Juventus            | 2010–2011      | Serie A            | 16                 | 0                  | 1               | 0          | 0               | 0       | –               | –     | 17              | 0        |
| Juventus            | 2011–2012      | Serie A            | 35                 | 0                  | 0               | 0          | –               | –       | –               | –     | 35              | 0        |
| Juventus            | 2012–2013      | Serie A            | 32                 | 0                  | 1               | 0          | 10              | 0       | 1               | 0     | 44              | 0        |
| Juventus            | 2013–2014      | Serie A            | 33                 | 0                  | 0               | 0          | 14              | 0       | 1               | 0     | 48              | 0        |
| Juventus            | 2014–2015      | Serie A            | 33                 | 0                  | 0               | 0          | 13              | 0       | 1               | 0     | 47              | 0        |
| Juventus            | 2015–2016      | Serie A            | 35                 | 0                  | 0               | 0          | 8               | 0       | 1               | 0     | 44              | 0        |
| Juventus            | 2016–2017      | Serie A            | 30                 | 0                  | 0               | 0          | 12              | 0       | 1               | 0     | 43              | 0        |
| Juventus            | 2017–2018      | Serie A            | 21                 | 0                  | 3               | 0          | 9               | 0       | 1               | 0     | 34              | 0        |
| Juventus            | Összesen       | Összesen           | 509                | 0                  | 15              | 0          | 124             | 0       | 8               | 0     | 656             | 0        |
| Paris Saint-Germain | 2018–19        | Ligue 1            | 17                 | 0                  | 2               | 0          | 5               | 0       | 1               | 0     | 25              | 0        |
| Juventus            | 2019–20        | Serie A            | 8                  | 0                  | 5               | 0          | 1               | 0       | 0               | 0     | 14              | 0        |
| Teljes karrier      | Teljes karrier | Teljes karrier     | 702                | 0                  | 36              | 0          | 166             | 0       | 11              | 0     | 915             | 0        |

### Válogatottban
2018. március 23
| Olaszország | Olaszország     | Olaszország |
| Évek        | Pályára lépések | Gólok       |
| ----------- | --------------- | ----------- |
| 1997        | 1               | 0           |
| 1998        | 3               | 0           |
| 1999        | 8               | 0           |
| 2000        | 4               | 0           |
| 2001        | 7               | 0           |
| 2002        | 12              | 0           |
| 2003        | 7               | 0           |
| 2004        | 12              | 0           |
| 2005        | 3               | 0           |
| 2006        | 15              | 0           |
| 2007        | 8               | 0           |
| 2008        | 9               | 0           |
| 2009        | 11              | 0           |
| 2010        | 2               | 0           |
| 2011        | 10              | 0           |
| 2012        | 11              | 0           |
| 2013        | 15              | 0           |
| 2014        | 8               | 0           |
| 2015        | 8               | 0           |
| 2016        | 13              | 0           |
| 2017        | 8               | 0           |
| 2018        | 1               | 0           |
| összesen    | 176             | 0           |